# Траметес разноцветный
Трутовик разноцветный, или траметес разноцветный (лат. Trametes versicolor) — широко распространённый гриб-трутовик, сапрофит. По-английски гриб называется дословно «индюшачьим хвостом» (turkey tail)[значимость факта?].

## Описание
Имеет жестковатые, тонкие, полукруглые шляпки диаметром до 10 сантиметров, собранные в группы. Верхняя часть разделена на зоны разных цветов: белые, серые, синие, чёрные, бархатистые, шелковисто-блестящие.

## Экология
По данным Леонида Любарского и Любови Васильевой на Дальнем Востоке поражает лиственницу, сосну, ель, пихту, дуб, ильм, клён, липу, берёзу, ясень, тополь, осину, иву, бархат.

## Некоторые синонимичные названия
- Boletus atrofuscus Schaeff., 1774
- Boletus cyaneus Pers., 1794
- Boletus suberosus Batsch, 1783
- Boletus versicolor L., 1753basionym
- Cellularia cyathiformis Bull., 1789
- Polyporus antarcticus Speg., 1888
- Polyporus apophysatus Rostk., 1848
- Polyporus caesioglaucus Cooke, 1882
- Polyporus carpineus Velen., 1922
- Polyporus cristulatus Speg., 1880
- Polyporus fuscatus Fr., 1818
- Polyporus hirsutulus Schwein., 1832
- Polyporus irpiciformis Velen., 1922
- Polyporus luteovelutinus Bres., 1920
- Polyporus nigricans Lasch, 1859
- Polyporus nummularius Pers., 1827
- Polyporus pectunculus Lév., 1846
- Polyporus picicola Velen., 1922
- Polyporus pictilis Berk., 1854
- Polyporus reisneri Velen., 1922
- Polyporus rohlenae Velen., 1922
- Polyporus subflavus Lév., 1846
- Polyporus vitellinus Velen., 1922
- Polystictoides castaneicola Lázaro Ibiza, 1916
- Polystictus azureus Fr., 1851
- Polystictus corylicola Lázaro Ibiza, 1916
- Polystictus doidgeae Lloyd, 1924
- Polystictus inversus Lázaro Ibiza, 1916
- Polystictus neaniscus Berk. ex Cooke, 1886